# Jaime Valdés
Jaime Andrés Valdés Zapata (né le 11 janvier 1981 à Santiago du Chili) est un joueur de football chilien évoluant au poste de milieu de terrain au Santiago Wanderers.

## Biographie
Jaime Valdés débute sous les couleurs du Club Deportivo Palestino, club chilien entraîné par Manuel Pellegrini, à seulement 17 ans, marquant 15 buts en 39 matchs. Un an plus tard, il signe en Italie, en Série A, à l'AS Bari. Il reste au club durant 5 saisons mais les résultats sont difficiles. Leur de sa deuxième saison, l'équipe est rétrogradé. Après trois saisons de souffrance en Serie B (le club n'évite la relégation que grâce à la banqueroute de Napoli), il retrouve la Série A en signant pour le prestigieux AC Fiorentina.
Cette expérience est un échec, et, après six mois, il est vendu à l'US Lecce, toujours en Série A, comme contrepartie à Valeri Bojinov qui fait le chemin inverse. Valdés s'impose peu à peu dans le club mais l'équipe est reléguée la saison suivante, 2005-06. Valdés s'impose comme un très bon joueur de Serie B, titulaire indiscutable et auteur d'une excellente saison. Lors de sa troisième saison dans le club, il obtient la montée en Série A, après une victoire aux play-off.
ace
Jaime Valdés signe alors pour l'Atalanta en Série A. Il dispute un bon championnat, totalisant 28 matchs pour 3 buts. Sa deuxième saison est encore plus aboutie, avec 30 matchs joués pour 7 buts marqués. À la fin de la saison 2009-2010, il est sélectionné par Marcelo Bielsa, le sélectionneur chilien, dans la liste de 30 joueurs ayant une chance de participer à la Coupe du monde 2010, avant d'en être exclu lors de la réduction de la liste à 25 joueurs.
En 2010, il s'engage en faveur du Sporting Club de Portugal. L'année suivante, il est mis en prêt avec option d'achat au Parme FC qui lève l'option en fin de saison.

## Carrière
- 1998-1999 :  Club Deportivo Palestino
- 1999-2004 :  AS Bari
- 2004-2005 :  AC Fiorentina
- 2005-2008 :  US Lecce
- 2008-2010 :  Atalanta
- 2010-2012 :  Sporting Club de Portugal
  - 2011-2012 :  Parme FC (prêt)
- 2012-déc. 2013 :  Parme FC
- Depuis jan. 2014 :  Colo-Colo